# Dresdner Dada-Gruppe
Die Dresdner Dada-Gruppe bildete sich 1919 um Kurt Günther, Otto Griebel, Otto Dix und den Prager Komponisten Erwin Schulhoff und trat bis 1922 mit dadaistischen Aktionen in Dresden in Erscheinung.

## Geschichte
Erwin Schulhoff trat in der ersten „Dada-Soirée“ in Berlin als Pianist auf. Im Jahr 1919 siedelte er gemeinsam mit seiner Schwester Viola nach Dresden über und brachte das Dada-Manifest sowie einige Nummern des Satiremagazins Der blutige Ernst nach Dresden. Kurt Günther ließ sich ab 1917 wegen einer schweren Lungentuberkulose in der Schweiz in Davos behandeln. Er besuchte Ernst Ludwig Kirchner und kam in Kontakt mit den Dadaisten im Cabaret Voltaire in Zürich. Ebenfalls im Jahr 1919 kehrte Günther nach Dresden zurück.
In der Wohnung an der Ostbahnstraße 28 von Erwin und Viola Schulhoff, die einige Zeit mit Dix befreundet war und später die Gattin von Günther wurde, traf man sich regelmäßig zu Diskussionen über aktuelle Kunst und Musik und zu literarischen Abenden. An diesen Treffen nahmen neben Otto Griebel und dessen damaliger Freundin Elis Franz, die zusammen mit Vio Schulhoff an der Kunstgewerbeschule Dresden studierte, auch der Maler Kurt Günther, Lasar Segall, Alexander Neroslow und manchmal Otto Dix teil. Dix und Griebel kannten sich bereits aus der Ausbildungszeit an der Kunstgewerbeschule und sie trafen sich als Soldaten an der Westfront wieder. Im Winter 1919/20 wurden ihnen von der Kunstakademie am Antonsplatz 1 benachbarte Dachräume als Ateliers zugewiesen. Um Günther und seine früheren Kommilitonen Otto Griebel und Otto Dix sowie den Komponisten Erwin Schulhoff bildete sich eine Dresdner Dada-Gruppe. In diesem Kreis verkehrten ebenfalls der Dichter Theodor Däubler, der Kunstkritiker Will Grohmann, sowie Hermann Kutzschbach, Kapellmeister an der Dresdner Oper.
Diskutiert wurde die aktuelle politische Situation und über die Schriften von Georg Trakl, Yvan Goll, Johannes R. Becher oder Karl Kraus. Erwin Schulhoff interpretierte Werke von Arnold Schönberg und Alexander Skrjabin. Ebenfalls diskutiert wurden dadaistische Verlautbarungen, die von Erwin Schulhoff von Berlin nach Dresden mitgebracht wurden. Schulhoff veranstaltete 1919 zusammen mit Hermann Kutzschbach eine Reihe an „Fortschrittskonzerten“. Die im Sommer 1919 entstandenen „Fünf Pittoresken für Klavier“ (WVZ Bek 51) widmete Schulhoff „dem Maler und Dadaisten George Grosz in Herzlichkeit“. Ein Satz daraus, betitelt mit „In futurum“ bestand ausschließlich aus Pausen. Schulhoff nahm damit die 1952 erstmals aufgeführte stille Komposition in drei Sätzen von John Cage vorweg.
1920 veröffentlichte Erwin Schulhoff zusammen mit Otto Griebel im Verlag Rudolf Kaemmerer eine Mappe mit zehn Klavierstücken (WVZ Bek 50) und zehn handkolorierten Lithografien. Musik und bildnerische Assoziation sollten dabei in einer Synthese die Wahrnehmungszusammenhänge von Musik, Licht und Farbe außerhalb der gängigen Gattungsgrenzen als Farblichtmusik sichtbar machen.
Am 19. Januar 1920 fand im Saal im Haus der Kaufmannschaft an der Ostra-Allee 9 in Dresden, als Auftakt der Dada-Tournee von Johannes Baader, Raoul Hausmann und Richard Huelsenbeck, eine „Dadaistische Soirée“ des Berliner „Zentralamt des Dadaismus“ statt. Veranstalter war die Konzertdirektion R. Schönfelder. Es kam zu Tumulten während der Darbietungen. Die Polizei schloss die Veranstaltung wegen Überfüllung des Saals. Die Berliner Dadaisten flüchteten durch die Hintertür des Saales und fanden in der Wohnung von Kurt Lohse Unterschlupf für die Nacht. In die Aushängekästen der Zeitungen mit den Pressemeldungen des nächsten Tages wurden „dadaitische Pamphlete“ hinein geschmuggelt.
Dix und Griebel nahmen im Juni 1920 an der Ersten Internationalen Dada-Messe in Berlin teil und kamen in Kontakt mit George Grosz, John Heartfield und Rudolf Schlichter. An der Ersten Internationalen Dada-Messe zeigte Dix sein Werk „Kriegskrüppel“. 1921 veröffentlichten Otto Dix, Otto Griebel und der Maler Sergius Winkelmann (1888–1949) eine dadaistische Zeitschrift unter dem Titel „Moloch“.
Die Dresdner Dadaisten beteiligten sich an gesellschaftspolitisch motivierten Straßenhappenings. So schnitt sich Otto Dix teilweise seine Dada-Leinwände direkt aus Dresdener Ladenmarkisen. Otto Griebel beteiligte sich an einer „Heringsschlacht“ um die Prager Straße, als Protest gegen die Arbeitslosigkeit und aus Wut über die verdorbenen Heringe, die von einem Fischhändler als Almosen verteilt worden waren. Griebel war ebenfalls am Sturm auf das Versorgungsamt beteiligt, bei der er Aktenbündel aus dem Fenster warf. Diese Aktion wurde durch den Einsatz des Militärs beendet.
Die letzte bekannte Dresdner Dada-Veranstaltung fand Ende Mai 1922 zu Pfingsten als „Erste Freilicht-Dada-Ausstellung“ auf der Herkulesallee im Großen Garten statt. Aus Gebrauchsgegenständen und Schrott wurden „Kompositionen“ hergestellt und zusammen mit dadaistischen Gemälden im Gelände verteilt. Von Griebel war unter anderem das Aquarell „Marzipan-Kriegsgedenkblatt“ ausgestellt. Das Gelände wurde von der Polizei zwangsgeräumt. Das Objekt „Blick in die Ewigkeit“ von Otto Griebel wurde dabei zerstört.